# Lauvøya (Dønna)
Lauvøya est une petite île de la commune de Dønna , en mer de Norvège dans le comté de Nordland en Norvège.

## Description
L'île de 0,68 km2 se trouve sur la côte du Helgeland. Il n'y a plus de résidents permanents sur l'île.
Dans les années 1920, il y avait aussi une usine d'huile de hareng sur l'île. En 1965, Helgeland Skogselskap (entreprise forestière) a acheté  du terrain pour y planter de l'épicéa de Sitka qui s'acclimate très bien sur Lauvøya. À la fin des années 1990, la société forestière a cédé l'exploitation à la région de Dønna. La plupart des maisons ont été démolies, mais certaines sont encore utilisées comme cabanes.